# Volevo un figlio maschio
Volevo un figlio maschio è un film del 2023 diretto da Neri Parenti.

## Trama
Alberto ha tre figlie e spera segretamente che il neonato in arrivo sia maschio, perché non ne può più di essere messo in minoranza da un gineceo che comprende persino il cane: invece delle partite di calcio gli tocca vedere le telenovelas, invece della musica rock deve ascoltare Brahms al violoncello, invece della bistecca di manzo è costretto a mangiare tofu, kiwi e prugne secche. È iperprotettivo della figlia maggiore, Giorgia, che si veste in abiti succinti e ha scelto per nuovo fidanzato proprio il figlio del suo capo, è ostaggio dei saggi di musica della figlia di mezzo, Cristiana, ed è letteralmente allergico ai baci e gli abbracci continui cui lo sottopone la figlia minore, Giulia. Una sera, sul terrazzo della clinica dove la moglie Emma sta per partorire, Alberto incontra uno strano tipo che gli dice che può esprimere un desiderio al passaggio di quelle stelle comete che, guarda caso stanno proprio per passare a minuti. E Alberto dice: "Basta figlie femmine!". Il desiderio si avvera, ma l'uomo non sa a quale rivoluzione copernicana porterà in casa sua.
La trama del film ricorda il film di Frank Capra del 1941 “la vita è meravigliosa” con James Stewart dove un angelo esaudisce il desiderio del protagonista,che, in un momento di sconforto desidera non essere mai nato capendo così che la sua vita passata è legata a molte altre vite. Trama ripresa dal più recente “The family man” con Nicolas Cage del 2000.

## Distribuzione
Il film è stato distribuito nelle sale cinematografiche italiane da Medusa Film a partire dal 5 ottobre 2023.
Ha incassato circa un milione di euro in Italia.